# Tabernacolo del Madonnone
Il tabernacolo del Madonnone si trova all'angolo tra via Aretina e via di San Salvi a Firenze.

## Storia e descrizione
Il nome deriva dalla monumentale Madonna in maestà e santi, affrescata agli inizi del Quattrocento da Lorenzo di Bicci o dal figlio Bicci, forse in collaborazione. Il tabernacolo, che è oggi coperto da una tettoia, comprende anche nell'archivolto l'Eterno Padre e Profeti e sul prospetto dell'arco l'Angelo annunciante e la Madonna annunciata.
Dopo la seconda guerra mondiale venne demolito un muretto con porta d'accesso, che aveva reso il tabernacolo quasi un piccolo oratorio. Nel 1962 gli affreschi furono distaccati, trasportati nella chiesa di San Michele a San Salvi e sostituiti da una copia. Anche le sinopie, conservate invece nella chiesa di Sant'Antonino a Bellariva colpiscono per la maestosa grandiosità.

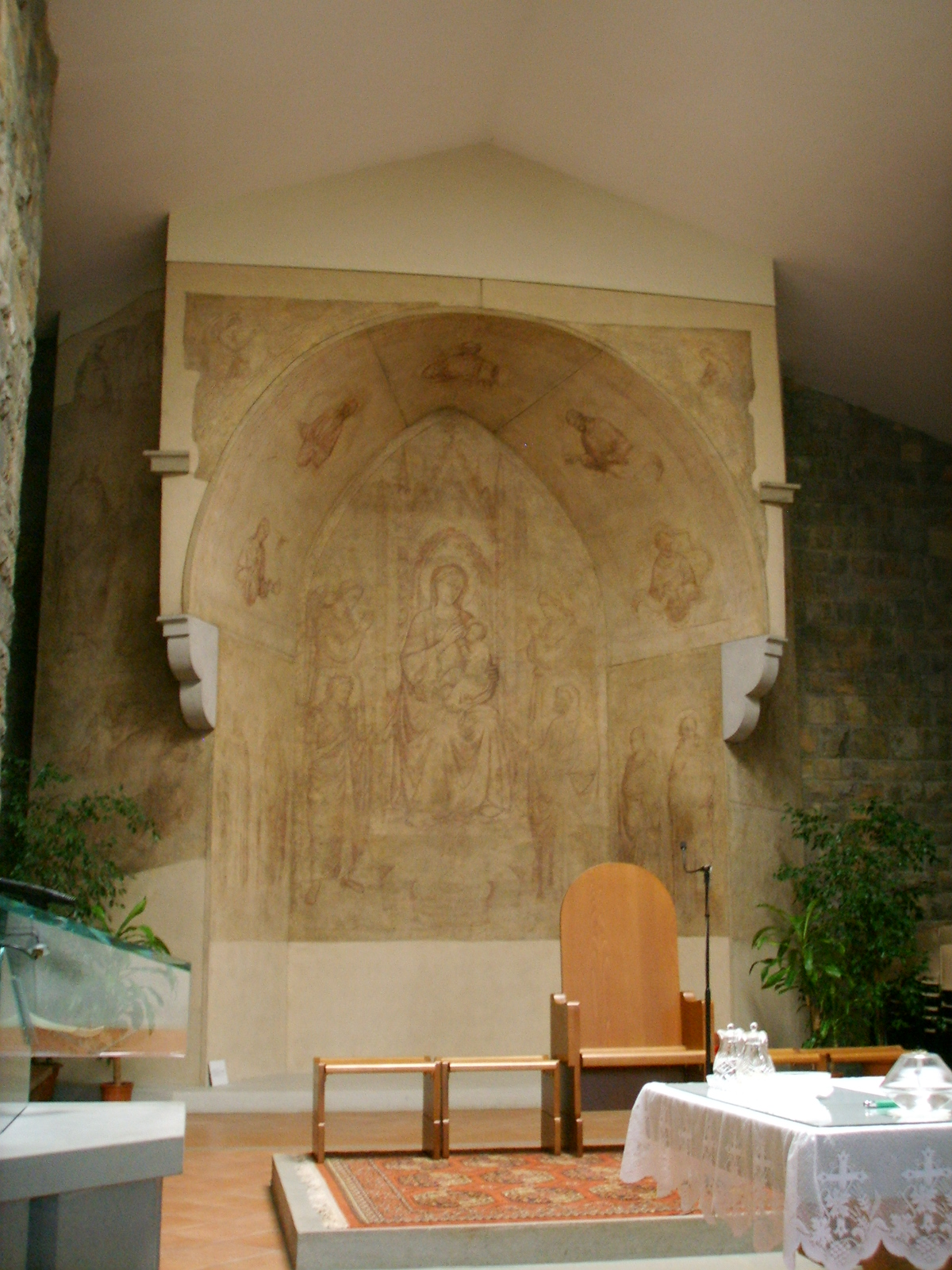
La sinopia in Sant'Antonino